# MTV Video Music Brasil 2005
O Video Music Brasil 2005 foi a décima primeira edição da premiação realizada pela MTV Brasil. Ocorreu em 29 de setembro de 2005 foi transmitido ao vivo do Credicard Hall em São Paulo, às 22 horas. Esta edição foi apresentada pelo ator Selton Mello. Concorriam clipes nacionais produzidos entre junho de 2004 e maio de 2005.

## Categorias[1]
| Categoria                       | Vencedor                                                                               | Indicados |
| ------------------------------- | -------------------------------------------------------------------------------------- | --- |
| Escolha da Audiência            | CPM 22 — Um Minuto para o Fim do Mundo                                                 | - B5 — Só Mais uma Vez - Capital Inicial — Respirar Você - Catedral — A Poesia e Eu - Charlie Brown Jr. — Champanhe e Água Benta - Cidade Negra — Perto de Deus - Dead Fish — Queda Livre - Detonautas — Tênis Roque - Ira! e Pitty — Eu Quero sempre Mais - Jota Quest — Além do Horizonte - KLB — Carolina - Ludov — Kriptonita - Marcelo D2 — 1967 - O Rappa — Mar de Gente - Pitty — Semana que Vem - Sandy & Junior — Nada Vai Me Sufocar - Tihuana — Renata - Titãs — Vou Duvidar - Wanessa Camargo — Metade de Mim |
| Artista Revelação               | Leela — Te Procuro                                                                     | - Black Alien — Babylon by Gus - F.UR.T.O. — Não Se Preocupe Comigo - Nervoso — Já Desmanchei Minha Relação - Trêmula — Selvagens Procurando Lei |
| Videoclipe de Pop               | Gabriel, o Pensador — Palavras Repetidas                                               | - Ludov — Kriptonita - Nando Reis e Os Infernais — O Mundo É Bão, Sebastião! - Pato Fu — Anormal - Sandy & Junior — Nada Vai Me Sufocar |
| Videoclipe de Rock              | CPM 22 — Irreversível                                                                  | - Cachorro Grande — Você Não Sabe o que Perdeu - Charlie Brown Jr. — Champanhe e Água Benta - Ira! — Flerte Fatal - Pitty — Anacrônico |
| Videoclipe de Rap               | Helião e Negra Li — Exército do Rap                                                    | - Black Alien — Babylon by Gus - Da Guedes — Jornada - Rappin' Hood — Us Guerreiro - Thaíde — Caboclinho Comum |
| Videoclipe de MPB               | Marcelo D2 — A Maldição do Samba                                                       | - Arnaldo Antunes — Saiba - Bid e Elza Soares — Mandingueira - Los Hermanos — O Vento - Sidney Magal — Tenho |
| Videoclipe de Música Eletrônica | Marcelinho da Lua — Refazenda                                                          | - Anderson Noise — Homem Cachorro - DJ Ramilson Maia e Pato Banton — Macuna - Freakplasma — The Ride - Sonic Jr. — Pulsar |
| Videoclipe Internacional        | System of a Down — B.Y.O.B.                                                            | - Avril Lavigne — He Wasn't - Backstreet Boys — Incomplete - Britney Spears — Do Somethin' - Destiny's Child — Lose My Breath - Green Day — Boulevard of Broken Dreams - Good Charlotte — I Just Wanna Live - Hanson — Penny & Me - Linkin Park & Jay-Z — Jigga What, Jigga Who/Faint - Maroon 5 — This Love |
| Videoclipe Independente         | Autoramas — Você Sabe                                                                  | - Astronautas — Cidade Cinza - Jumbo Elektro — Freak Cat - Rock Rocket — Puro Amor em Alto Mar - Wander Wildner — Hippie-Punk-Rajnesh |
| Performance ao Vivo             | Ira! e Pitty — Eu Quero sempre Mais                                                    | - Detonautas — Tênis Roque - Kid Abelha — Poligamia - Nando Reis e Os Infernais — Do Seu Lado - Ultramen e Falcão — Dívida |
| Direção em Videoclipe           | Autoramas — Você Sabe (Diretor: Luis Carone)                                           | - Charlie Brown Jr. — Champanhe e Água Benta (Diretores: Roberto Oliveira e Alex Miranda) - Ira! — Flerte Fatal (Diretor: Selton Mello) - Nando Reis e Os Infernais — O Mundo É Bão, Sebastião! (Diretores: Doca Corbert, Binho Jr., Titi Freak e Whip) - Pato Fu — Anormal (Diretor: Jarbas Agnelli) |
| Edição em Videoclipe            | Autoramas — Você Sabe (Editores: Luis Carone e Rodrigo Menecucci)                      | - Charlie Brown Jr. — Champanhe e Água Benta (Editor: Carlos Milanez Pans) - F.UR.T.O. — Não Se Preocupe Comigo (Editores: Nobuyuki Ogata e Sérgio Mecler) - Nando Reis e Os Infernais — O Mundo É Bão, Sebastião! (Editores: Doca Corbett e Binho Jr.) - Pato Fu — Anormal (Editor: Jarbas Agnelli) |
| Direção de Arte em Videoclipe   | Pato Fu — Anormal (Diretores de arte: Jarbas Agnelli e Tomas Duque Estrada)            | - Autoramas — Você Sabe (Diretor de arte: Luis Carone) - Ira! — Flerte Fatal (Diretores de arte: Marcelo Vindicatto, Emilio Orsiollo Neto e Hossen Minussi) - Nando Reis e Os Infernais — O Mundo É Bão, Sebastião! (Diretores de arte: Doca Corbett e Binho Jr.) - Sandy & Junior — Nada Vai Me Sufocar (Diretor de arte: Romeo Fasce) |
| Fotografia em Videoclipe        | Gabriel, o Pensador — Palavras Repetidas (Diretor de fotografia: Marcelo Trotta)       | - Autoramas — Você Sabe (Diretor de fotografia: Lula Maluf) - Bid e Elza Soares — Mandingueira (Diretora de fotografia: Mariana Jorge) - Ira! — Flerte Fatal (Diretor de fotografia: Juarez Pavelak) - Ludov — Kriptonita (Diretor de fotografia: Eduardo Kurt) |
| Website                         | Moptop — moptop.com.br                                                                 | - Bidê ou Balde — bideoubalde.com.br - CPM 22 — cpm22.com.br - Marcelo D2 — marcelod2.com.br - Pato Fu — patofu.com.br |
| Banda dos Sonhos                | Pitty (vocal) Edgard Scandurra (guitarra) Champignon (baixo) Ricardo Japinha (bateria) | Não houve (vencedores eram escolhidos diretamente por internautas no site da MTV) |
| Ídolo MTV                       | Pitty                                                                                  | Não houve (vencedor era escolhido diretamente pelo público) |

## Shows
| Shows do VMB 2005 |
| --- |
| O Rappa - Na Frente do Reto |
| Cachorro Grande - Você Não Sabe O que Perdeu                                                                                         |
| Nando Reis e Os Infernais - Por Onde Andei                                                                                           |
| Pitty - Anacrônico |
| Os Paralamas do Sucesso - Na Pista                                                                                                   |
| Dado Villa-Lobos com Dinho Ouro Preto e Os Paralamas do Sucesso - Conexão Amazônica                                                  |
| Ultraje a Rigor com coro de Bianca Jhordão (Leela), Danilo (Forfun), Dedeco (Dibob) e Thiago (Ramirez) - Nós Vamos Invadir sua Praia |
| Los Hermanos - O Vento |
| Banda dos Sonhos - I Wanna Be Sedated                                                                                                |
| Titãs - Vossa Excelência |

### Minishows
Diferente dos anos anteriores, no VMB 2005 os apresentadores dos principais prêmios cantavam uma música ou um pequeno pot-pourri do gênero que a categoria cobre, antes de apresentar os indicados e vencedores. Os apresentadores e as músicas foram:
- Samuel Rosa e Derrick Green (Melhor Videoclipe de MPB) — "Sossego" (de Tim Maia)/"Me Deixa" (d'O Rappa)/"Vai Trabalhar, Vagabundo" (de Chico Buarque)
- Wanessa Camargo e Felipe Dylon (Melhor Videoclipe de Rock) — "Vem Quente Que Eu Estou Fervendo" (de Barão Vermelho)/"Sexo!!" (de Ultraje a Rigor)/"Rock das 'Aranha'" (de Raul Seixas)
- Badauí e Seu Jorge (Melhor Videoclipe de Rap) — "Qual É?" (de Marcelo D2)/"Sr. Tempo Bom" (de Thaide e DJ Hum)
- Marcelo D2 (Ídolo MTV) — sem título
- Ivete Sangalo e Rogério Flausino (Melhor Videoclipe de Pop) — "Do Seu Lado" (de Nando Reis)/"Hey Jude" (de Beatles)
- Elza Soares e Champignon (Melhor Videoclipe de Música Eletrônica) — "Rap Da Felicidade" (de MC Cidinho e Doca)
- Paulo Bonfá e Marco Bianchi (Melhor Videoclipe de Artista Internacional) — "I Love The Flowers"/"Swimming In The Swimming Pool" (ambas de autoria dos próprios apresentadores)
- Zeca Pagodinho e João Gordo (Melhor Videoclipe segundo a Escolha da Audiência) — "Cosa Nostra" (de Jorge Ben Jor)

## Outros apresentadores
- Marina Person - Melhor Videoclipe Independente
- Marcos Mion - Banda ou Artista Revelação
- Selton Mello - Melhor Performance Ao Vivo